# 葉覓覓
葉覓覓（1980年4月8日—），本名林巧鄉，笔名帕帕奇，臺灣詩人，出生於臺灣嘉義，國立東華大學創作與英語文學研究所、芝加哥藝術學院電影創作藝術研究所雙碩士，著有詩集三本《漆黑》、《越車越遠》與《順順逆逆》。 英譯詩選《他度日她的如年》入圍2014美國最佳翻譯書獎詩集類，另有荷譯詩選《我不知道你不知道我不知道》。 2016年，受邀前往法國第18屆「詩人之春（Le Printemps des Poetes）」，出席於巴黎、里昂、蒙貝列之講座。

## 外部連結
新生代女性詩人朦朧美學：葉覓覓 （页面存档备份，存于）